# قطعنامه ۱۷۵۰ شورای امنیت
قطعنامه ۱۷۵۰ شورای امنیت سازمان ملل متحد که در تاریخ ۳۰ مارس ۲۰۰۷ تصویب شد، سندی بین‌المللی دربارهٔ بررسی وضعیت در لیبریا است. این قطعنامه طی نشست ۵۶۵۲ام با ۱۵ رای موافق، ۰ مخالف و ۰ ممتنع تصویب شد.